# Amy Klobuchar
Amy Jane Klobuchar (født 25. maj 1960 i Plymouth, Minnesota, USA) er en amerikansk advokat og politiker, der siden 2007 har repræsenteret delstaten Minnesota i det amerikanske Senat. Hun er medlem af Minnesota Democratic–Farmer–Labor Party som er delstaten Minnesotas filial af det Demokratiske Parti.
Klobuchar er født og opvokset i Plymouth, Minnesota. Hun graduerede fra Yale University i 1982 og fra University of Chicago i 1985. Hun var partner hos to private advokatselskaber i Minnesota før hun i 1998 blev valgt og i 1999 indsat som Regionsadvokat for Hennepin County, der gjorde hende ansvarlig for alle kriminalanklager i delstatens mest folkerige reion. Hun blev i 2006 valgt til USA's Senat og blev dermed Minnesotas første valgte kvindelige senator. Hun vandt genvalg i 2012 og 2018.
Hun var opstillet til at blive den Demokratiske kandidat til Præsidentvalget i november 2020, men annoncerede den 2. marts 2020, at hun trak sig. Hun annoncerede i samme forbindelse, at hun i det videre kapløb ville støtte tidligere vicepræsident Joe Biden.